# Камени вртови (национални парк)
Камени вртови (или Башта камења) (енгл. Gardens of Stone National Park) је национални парк у Новом Јужном Велсу, једној од аустралијских држава. Налази се 125 km северозападно од Сиднеја. Камени вртови су део УНЕСКО Светске природне баштине.